# إطار أنماط النهر
يعد إطار أنماط النهر أداة علمية تستخدم لوصف وشرح تنوع وتوزيع أنواع الأنهار في مستجمعات المياه وفقا لطابع النهر وسلوكه.
يستند إطار الأنماط النهرية على علم الجيومورفولوجيا الفلورية. كل نوع من الأنهار يسمى «نمط النهر» ويشيّد اسمه بعد اتفاقية تسمية متسقة. ويوفر إطار أنماط الأنهار عملية مفتوحة لتفسير الأنهار بدلًا من تنسيقها في فئات موجودة مسبقًا. وقد صمم إطار أنماط النهر لتوفير أساس علمي لإدارة الأنهار. تم تطويره من قبل باحثين في جامعة ماكواري.

## تاريخ
وَضع إطار الأنماط النهرية غاري بريرلي وكيرستي فريرس في جامعة ماكواري. ونشرت الورقة الأولى التي استعرضها النظراء عن الأنماط النهرية في عام 2000. وتم تمويل البحوث الأولية التي ساعدت على وضع إطار الأنماط النهرية من قبل شركة لاند أند ووتر الأسترالية ووزارة نيو ساوث ويلز لحفظ الأراضي والمياه.

## مراحل إطار أنماط النهر
ويتوفر إطار العمل الخاص بنهر ستايلز على أربع مراحل للتحليل، توفر إطارًا لوصف طابع النهر، وتشرح كيف يتصرف النهر، وتتنبأ بكيفية تكييف النهر لشكله في المستقبل. ويرد الاستعراض العام التالي للمراحل من كتاب «الجيومورفولوجيا وإدارة الأنهار: تطبيق إطار أنماط الأنهار».

### المرحلة 1
وتقدم المرحلة 1 دراسة استقصائية أساسية لطابع النهر وسلوكه. وتشمل الخطوات في المرحلة 1 ما يلي:
1. تحليل تحديد مستجمعات المياه ومراقبة مورفولوجيا الأنهار.
2. رسم خرائط أنماط النهر عبر مستجمع المياه.
3. تفسير الضوابط على طابع النهر وسلوكه ونمط مجرى نهر ستايلز في مستجمع المياه.

### المرحلة 2
وتقيم المرحلة 2 حالة النهر الجيومورفي وتفسر ذلك في جميع أنحاء مستجمع المياه. حالة النهر هي تحديد للنوعية البيئية المتعلقة بعلم جيومورفولوجيا النهر. وتشمل الخطوات في المرحلة 2 ما يلي:
1. تحديد قدرة نمط النهر على تعديل جيومورفولوجيا النهر
2. تقييم التاريخ التطوري لأسلوب النهر من أجل تحديد ما إذا كان النهر قد تغير بشكل لا رجوع فيه
3. تحديد وتفسير الحالة الجيومورفية لقسم النهر الذي يجري تقييمه.

### المرحلة 3
وتحدد المرحلة 3 إمكانية «استعادة» النهر أو تحسنه في حالته. وتشمل الخطوات في المرحلة 3 ما يلي:
1. تحديد مسار التعديل الجيومورفي للنهر (كيف تم تعديله في الماضي وكيف قد يتغير في المستقبل)
2. تقييم إمكانية انتعاش النهر وتقييم العوامل التي تحد من الانتعاش.

### المرحلة 4
أما المرحلة 4 فتستخدم المعلومات المستقاة من المراحل 1 إلى 3 لتحديد «الظروف المستهدفة» لأسلوب النهر كهدف يمكن أن يعمل من أجله إصلاح النهر (أو ترميمه). وتشمل الخطوات في المرحلة 4 ما يلي:
1. تحديد الظروف المستهدفة لإعادة تأهيل الأنهار ومستوى التدخل اللازم لبلوغ الظروف المستهدفة
2. تحديد أولويات جهود إدارة الأنهار على أساس حالة الأنهار الجيومورفية وإمكانية انتعاش النهر
3. رصد ومراجعة تعديلات حالة الأنهار الجيومورفية.

## تطبيقات واستخدامات إطار أنماط الأنهار
وقد استخدم إطار عمل ريفر ستايلز لدعم إدارة الأنهار في أستراليا ونيوزيلندا والولايات المتحدة والبرازيل. وفي أستراليا، استخدمت وزارة الصناعة (نيو ساوث ويلز) إطار عمل نهر ستايلز كمكون رئيسي في تطوير مؤشر حالة النهر كأداة لتقييم القيمة النهرية، والمخاطر التي تهدد قيمة النهر، ومراقبة التغيرات في حالة النهر مع مرور الوقت. ويساهم إطار الأنماط النهرية أيضاً في طريقة تحديد «النظم الإيكولوجية المائية ذات القيمة الإيكولوجية العالية» كجزء من مبادرة المياه الوطنية الأسترالية.
في الولايات المتحدة، شكل إطار أنماط النهر جزءاً من بروتوكول برنامج مراقبة موئل كولومبيا الذي تم تطويره من أجل حوض نهر كولومبيا. واستخدم بروتوكول اتفاقية حماية البيئة البحرية الدولية أساليب الأنهار للمساعدة في مقارنة أنواع الأنهار، والتنبؤ بملاءمة موائل الأسماك، وتحديد أولويات أنشطة حفظ الأنهار وإعادة تأهيلها.
وقد توصل تحليل التكاليف والفوائد الذي أنجزته شركة لاند أند ووتر الأسترالية إلى أن إطار الأنماط النهرية بلغ نسبة الفوائد إلى التكاليف 28:1، كما ساهم بقيمة صافية بلغت 40 مليون دولار أميركي في عام 2010.

## التدريب والاعتماد
وقد وُضع إطار اعتماد لاستخدام إطار الأنماط النهرية لضمان مراقبة الجودة. وهناك مستويان للاعتماد هما مؤقت و معتمد. وقد اضطلع الممارسون «المؤقتون» بدورة قصيرة للنهر واجتازوا مهام التقييم المرتبطة بها. ويجوز للممارسين المؤقتين إجراء تقييمات لنهر ستايلز تحت إشراف طبيب معتمد بالكامل. ويكتسب الاعتماد الكامل بعد النجاح في إنجاز دورة قصيرة لنهر الأنماط وإكمال تقرير مرض لنهر الأنماط. ويجوز للممارسين المعتمدين إجراء تقييمات للأنماط النهرية دون إشراف، ويجوز لهم أيضًا الإشراف على الممارسين المؤقتين.